# Saint-Montan
Saint-Montan är en kommun i departementet Ardèche i regionen Auvergne-Rhône-Alpes i sydöstra Frankrike. Kommunen ligger  i kantonen Bourg-Saint-Andéol som ligger i arrondissementet Privas. År 2022 hade Saint-Montan 1 955 invånare.

## Befolkningsutveckling
Antalet invånare i kommunen Saint-Montan
Referens: INSEE

## Galleri

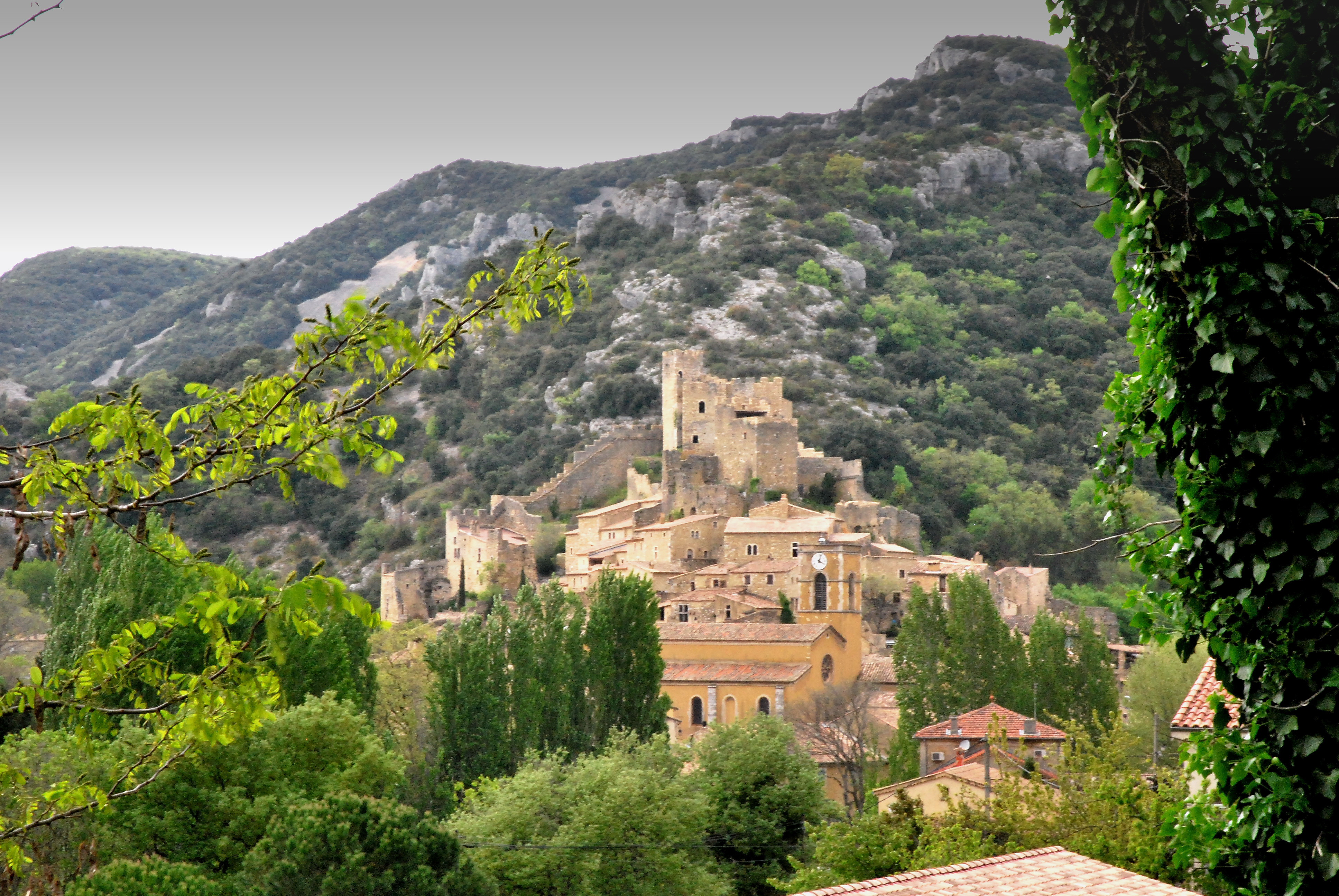
Byn
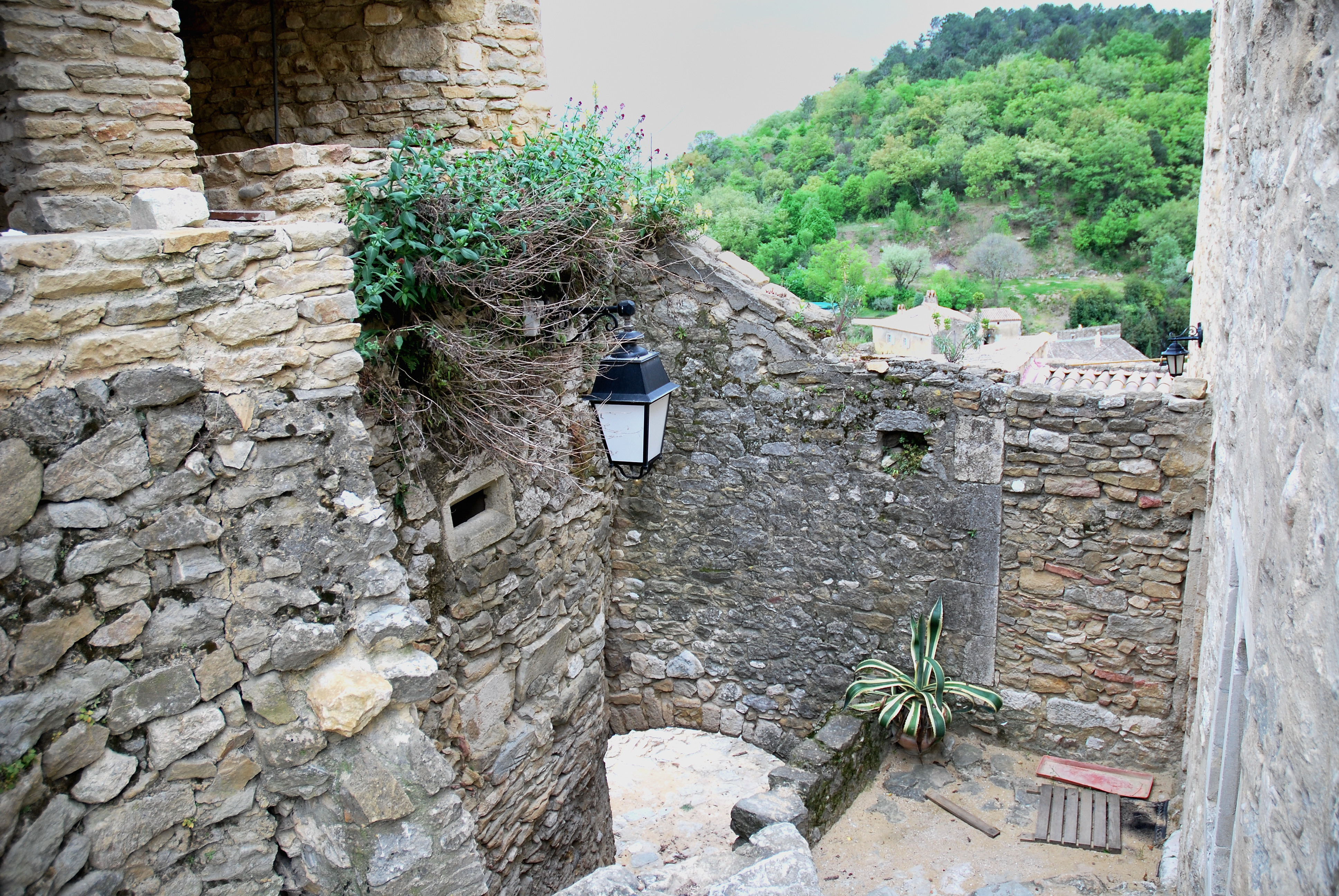
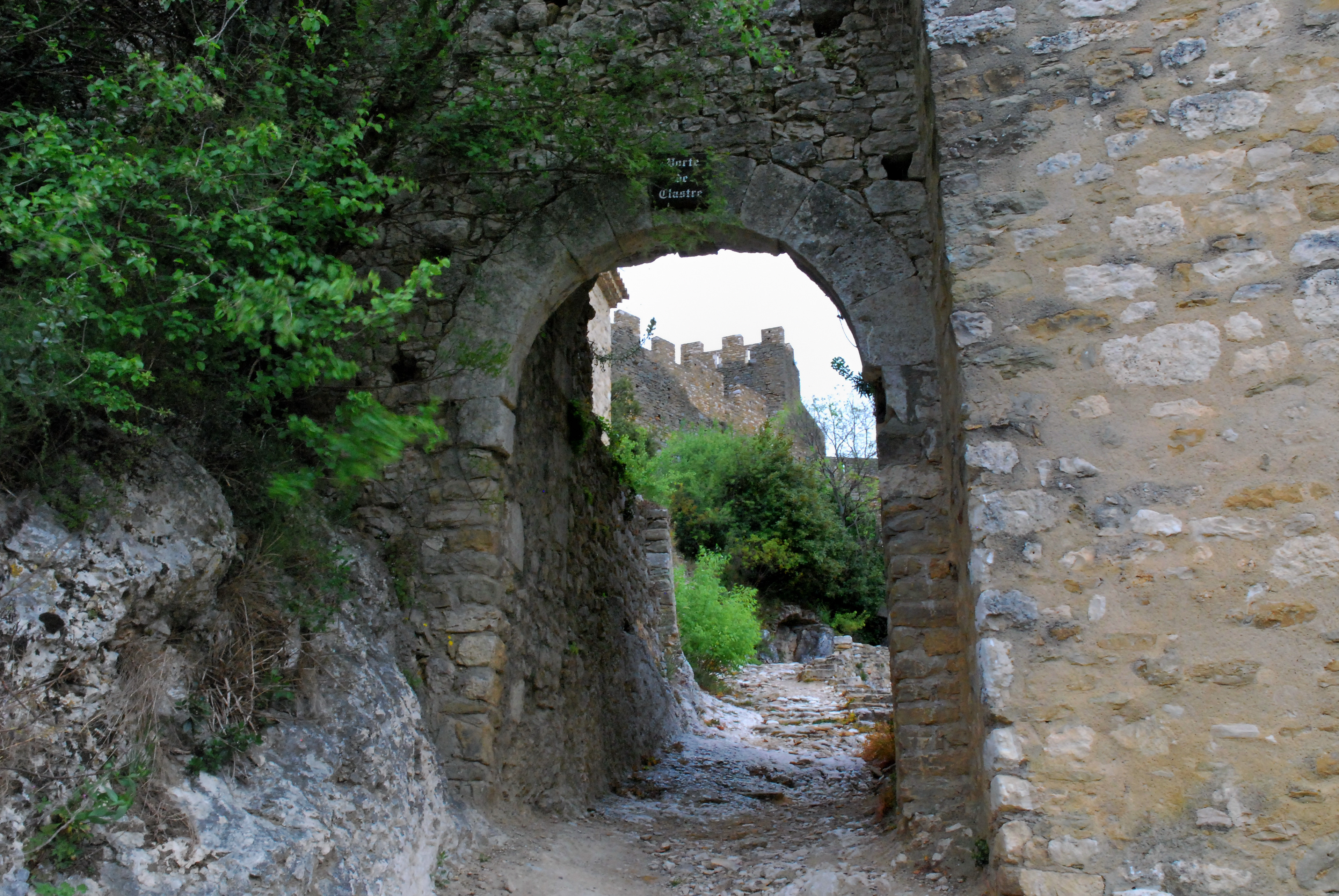
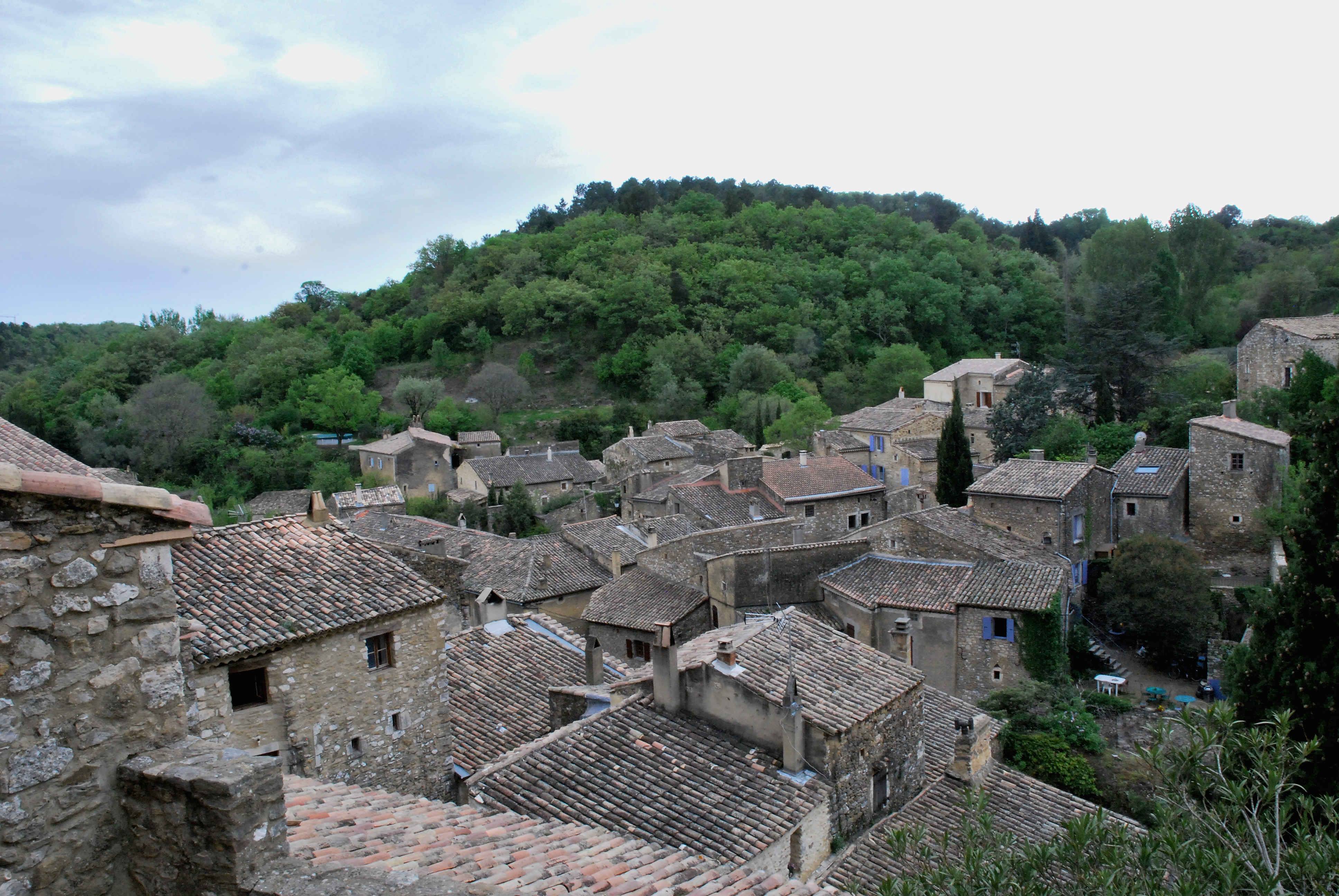
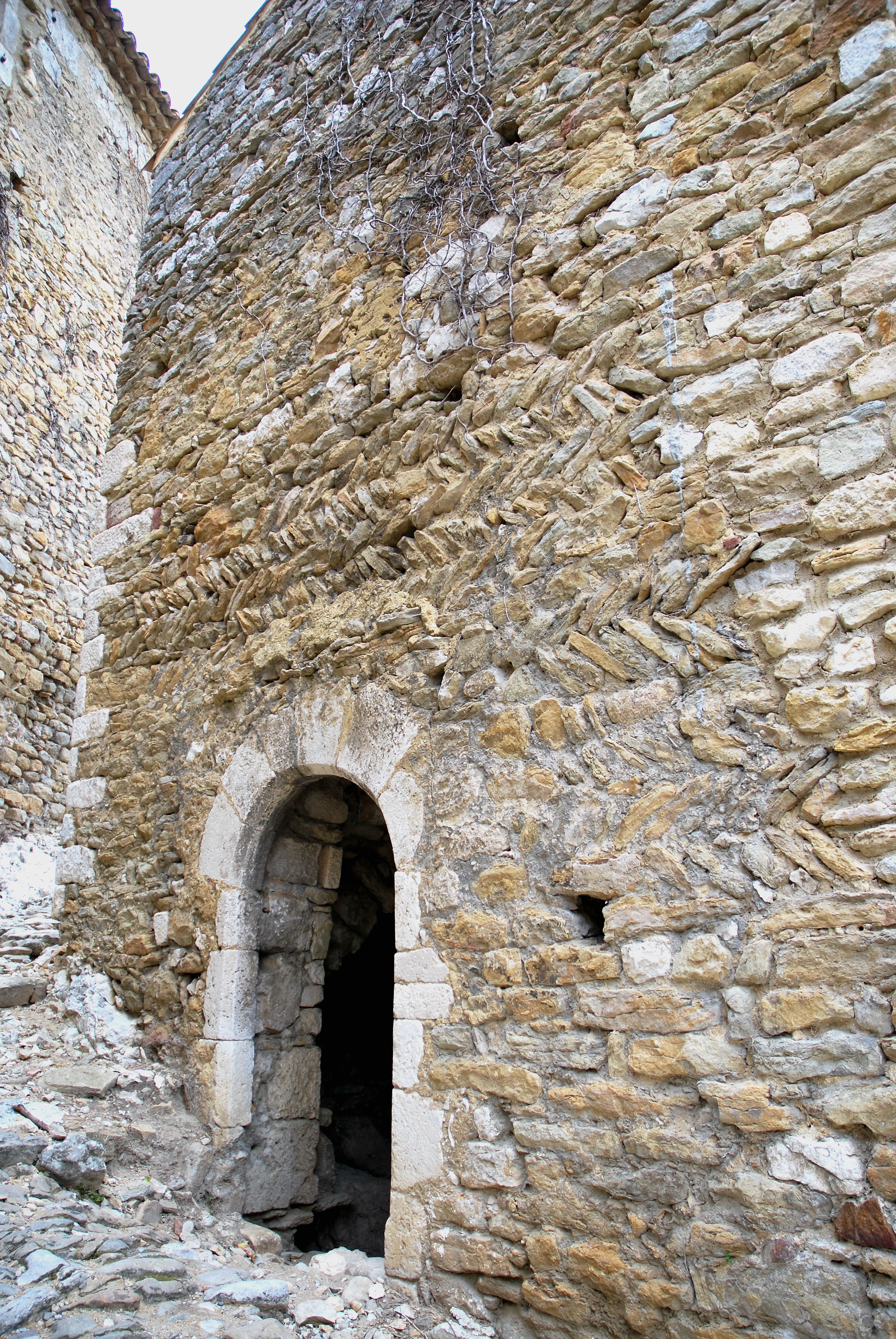
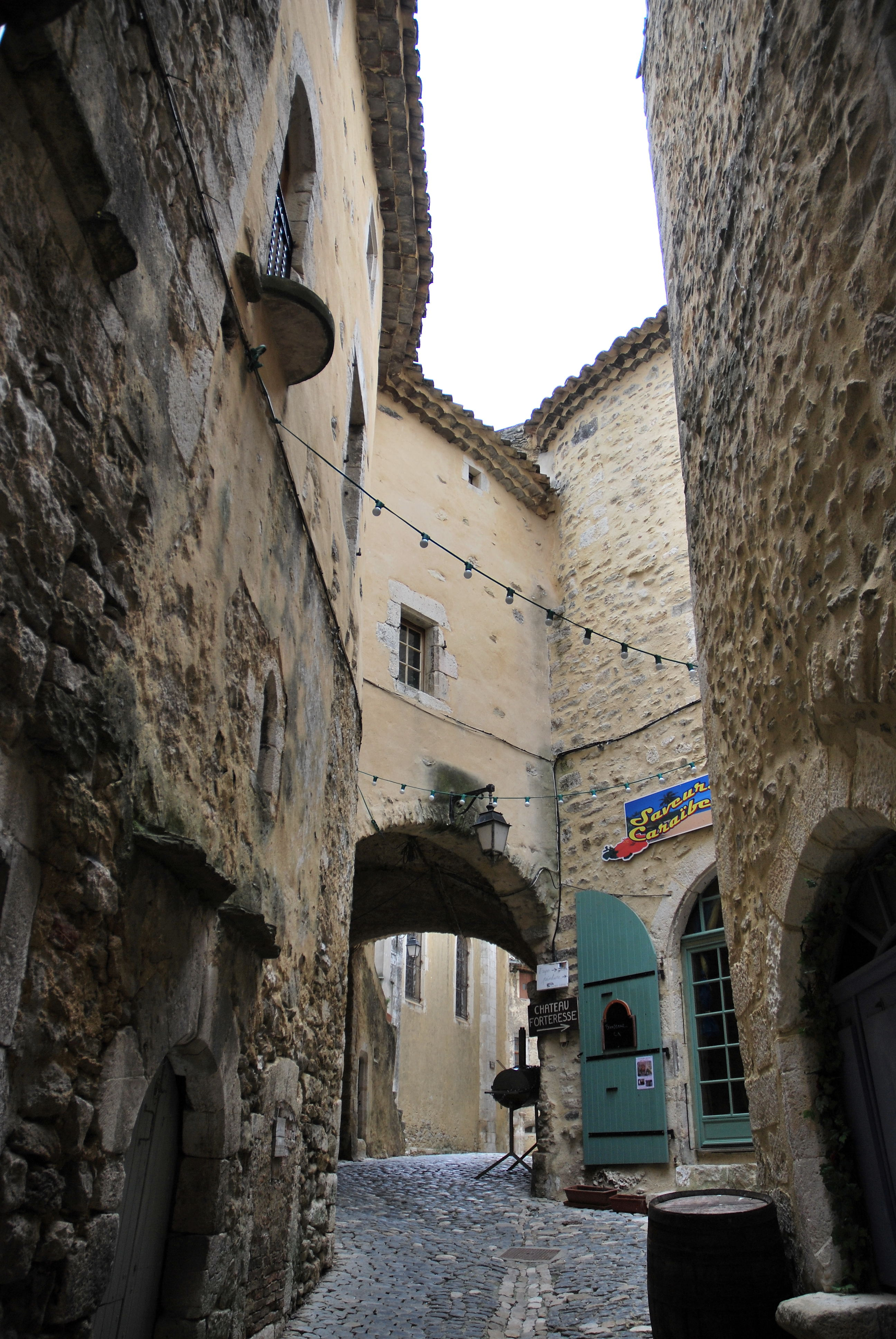
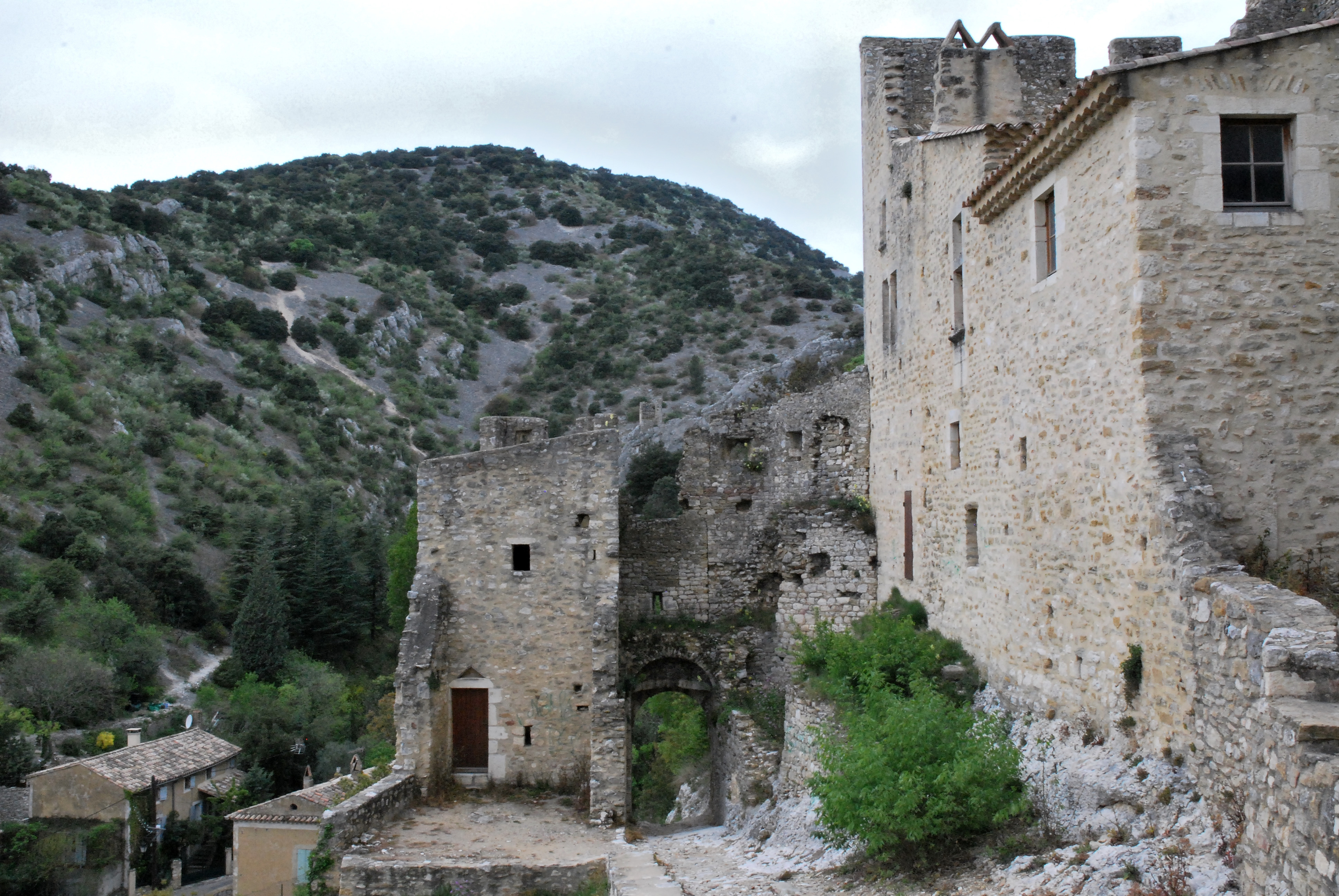